# 80 км (платформа)
80 км — пасажирський залізничний зупинний пункт Сумської дирекції Південної залізниці на лінії Люботин-Західний — Полтава-Південна між зупинним пунктом Панасівка (3,8 км) та станцією Коломак (2,8 км). Розташований в селі Підлісне Богодухівського району Харківської області.

## Пасажирське сполучення
На платформі 80 км зупиняються приміські поїзди напрямку Гребінка — Полтава-Південна — Огульці.